# Marie Meurdrac
Marie Meurdrac (Mandres-les-Roses, París, ca. 1610-1680) fue una alquimista y química francesa del siglo XVII conocida por su obra La chymie charitable & facile, en faveur des dames (Química caritativa y fácil para mujeres), publicada en 1666. Esta obra es una de las primeras escritas sobre las temáticas de química y farmacéutica por una mujer y para las mujeres.

## Biografía

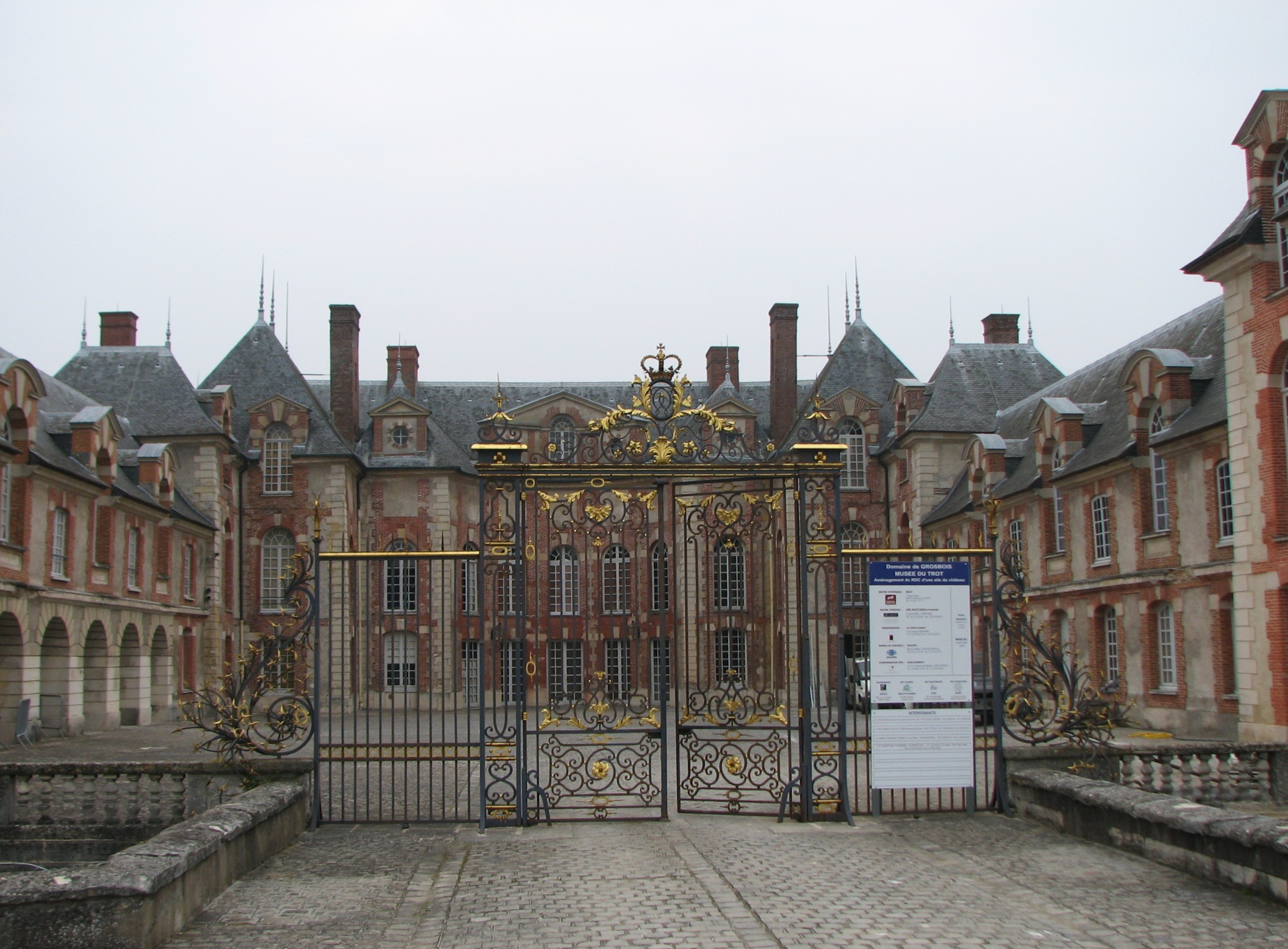
Castillo de Grosbois, en el que vivió Marie Meurdrac

Marie Meurdrac era la hija mayor de Vincent Meurdrac, notario real de Mandres-les-Roses. Tuvo una hermana llamada Catherine, Madame de la Guette (1613-1676) conocida por sus Mémoires (1681) gracias a las que se conocen detalles de la biografía de Marie.
A pesar de los pocos datos que se tienen sobre ella parece que su formación fue fundamentalmente autodidacta, aunque si parece que asistió a alguno de los talleres de Química y Farmacia de Jean Beguin en París, seguramente como única mujer. En 1625 se casó con Henri de Vibrac, comandante de la guardia de Charles de Valois con el que vivió en el castillo de Grosbois, en Boissy-Saint-Léger. Allí conoció a la condesa de Guiche, mujer de Armand de Gramont, conde de Guiche, a la que posteriormente dedicaría su obra.

## La chymie charitable & facile, en faveur des dames
Su obra Química caritativa y fácil para las damas (1666), representa el primer trabajo sobre esta temática escrito por una mujer desde María la Judía, cuya obra parece ser que no conocía.
Su estructura se divide en seis secciones:
- Sobre los principios de la alquimia.
- Sobre la elaboración de medicinas y ungüentos para distintas enfermedades.
- Sobre los animales.
- Sobre los metales, especialmente el mercurio y el antimonio
- Consejos y métodos para aumentar la belleza
- Símbolos, aparatos y métodos para fabricar los productos químicos.

Las cinco primeras, como era normal en los libros de texto de química de la época, dan las pautas para preparar medicinas. En la sexta parte explicaba cómo preparar maquillajes o tintes para el pelo, pero también advertía de los peligros de muchas sustancias que se empleaban para elaborar productos de cosmética.
En su obra afirma que los espíritus no tienen sexo y, que si las mujeres recibieran la misma instrucción que los hombres, podrían igualarlos.
Es una de las mujeres a las que criticó Molière en su obra Las mújeres sabias (1672).
Algunos de sus métodos todavía se utilizan hoy en día. 
El libro tuvo un gran éxito y entre 1666 y 1738 aparecieron doce ediciones.